# 浪多乡
浪多乡，是中华人民共和国四川省甘孜藏族自治州德格县下辖的一个乡镇级行政单位。

## 行政区划
浪多乡下辖以下地区：
生巴村、伦麦村、志巴村和洞达村。